# Aeroportul Irece
Aeroportul Irece (IATA: IRE, ICAO: SNIC) este un aeroport din Bahia, Brazilia ce deservește zona Irecê. Aeroportul a fost tranzitat în 2017 de 24 de pasageri. A fost numit după zona deservită.
Situat la o altitudine de 784 m, aeroportul dispune de 1 pistă.

## Infrastructură

### Piste
Aeroportul dispune de o singură pistă. Pista 11/29 are suprafața de asfalt și dimensiunile 1.400 m × 30 m. 